# Hervi
Hernán Vidal (Santiago, 28 de noviembre de 1943), conocido por su nombre artístico Hervi, es un dibujante de historietas chileno. Su estilo es principalmente el del humor político, con gran sutileza y sarcasmo, que desarrolló ampliamente durante la dictadura de Augusto Pinochet en las páginas de la revista Hoy.

## Biografía
Comenzó a dibujar historietas a los 13 años de edad como discípulo y ayudante de Pepo. Estudió en la Escuela Experimental de Educación Artística y en la Facultad de Arquitectura de la Universidad de Chile, de la que se tituló el 30 de septiembre de 1975.
En la adolescencia comenzó a publicar sus dibujos e ilustraciones en diarios. Sus obras han aparecido en periódicos y revistas chilenos (El Mercurio, Última Hora, Las Últimas Noticias, La Nación, La Época, El Metropolitano, La Tercera, La Voz, Ercilla, Hoy, Pingüino, Can-Can, Topaze, Estadio, La Bicicleta, Qué Pasa) y de otros países (Jueves, de España; Playboy, de Italia y España; Paparazzi de Suecia, La Nación de Costa Rica). Entre los personajes que ha dibujado destacan "Super Cifuentes", "Benjamín", "Farzán", "Cuprito".
Fue director de arte de la Editora Nacional Quimantú y fundador de las revistas de historietas La Chiva, La Firme, El Humanoide y Benjamín.
Ha dictado seminarios sobre Humor Gráfico e Historietas en Quito, Ecuador (1987); Cáceres, España (1993); la Universidad de Alcalá de Henares, Madrid (1995) y Córdoba (2004).

## Exposiciones individuales
- Embajada de Chile, San José de Costa Rica, 1996
- Organización de Estados Americanos, Washington D. C., EE. UU., 1998
- Deutsche Welle, Colonia, Alemania, 1999
- Diputación de Badajoz, Cáceres, España, 2003
- Programa de Naciones Unidas para el Medio Ambiente, México, D.F. 2001
- Universidad de Extremadura, Cáceres, España, 2003
- Malmö, Suecia, 2006
- Exposiciones en Chile en las escuelas de Periodismo de la U. de Concepción y U. Diego Portales; Congreso de Periodistas en Concepción; Municipalidad de La Florida; Sala de Arte Mall Plaza, Museo Nacional de Bellas Artes; Sala Cultural Baquedano, y otras.

## Libros
- ¡Nones!
- Peucoman
- Chao no más
- El pequeño corrupto ilustrado
- Hervi et Orbi
- ¡Ay Tierra!
- Súper Cifuentes
- La curiosa historia de las cosas

## Reconocimientos
- 2006: Premio Altazor a las artes nacionales, Mención Diseño Gráfico e Ilustración.
- 2006: Premio Von Pilsener, por su trayectoria como historietista y humorista gráfico.
- 2012: Premio La Catrina (Universidad de Guadalajara)[2]
- 2013: Premio Nacional del Humor por Universidad Diego Portales
- 2018: Premio Iberoamericano de humor gráfico Quevedos.